# Leptoceratops gracilis
Il leptoceratopo (Leptoceratops gracilis) è un dinosauro erbivoro vissuto alla fine del Cretaceo superiore (Maastrichtiano, circa 67 milioni di anni fa) in Nordamerica.

## Ritrovamenti

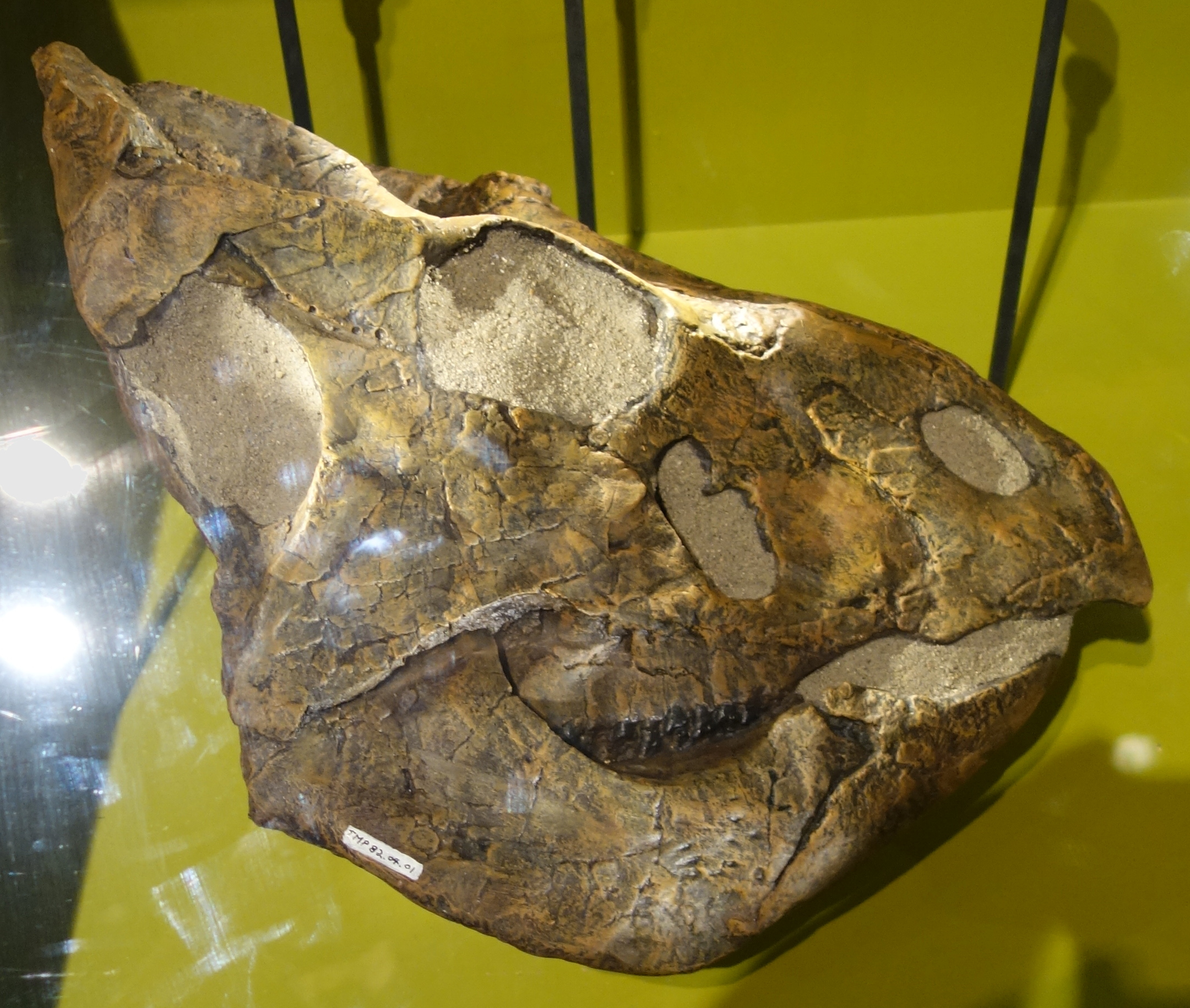
Cranio di Leptoceratops

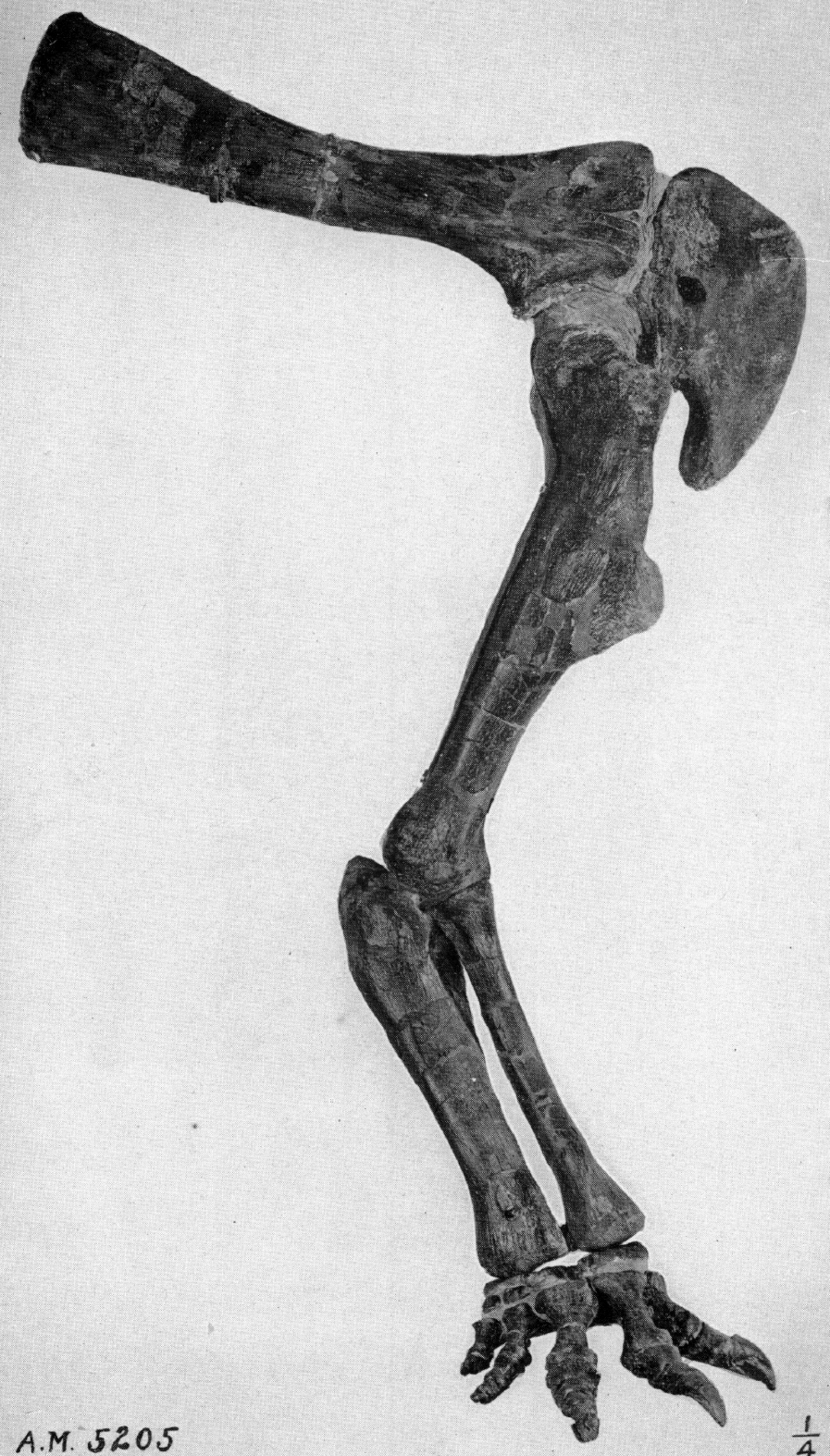
Arto anteriore di Leptoceratops gracilis

Il leptoceratopo, il cui nome significa "snello dall'aspetto cornuto", è stato il primo dinosauro cornuto di piccole dimensioni ad essere descritto, ben prima del famoso Protoceratops della Mongolia; i resti, provenienti dall'Alberta e rinvenuti nel 1910, erano incompleti. Quattro anni più tardi la specie fu descritta da Barnum Brown; resti meglio conservati, comprendenti un cranio completo, furono descritti da Charles M. Sternberg nel 1947. Tempo dopo, nel 1978, un altro scheletro fu rinvenuto in Wyoming. Nel frattempo, nel 1942, altri resti provenienti dal Montana furono attribuiti a un'altra specie dello stesso genere, L. cerorhynchus. Più tardi questa forma venne classificata in un genere a parte, Montanoceratops.

## Un piccolo ceratopo primitivo
Nonostante sia vissuto proprio alla fine dell'era dei dinosauri, questo piccolo erbivoro è considerato da tutti i paleontologi un rappresentante particolarmente primitivo di quei dinosauri cornuti noti come ceratopsi. I suoi giganteschi parenti, ben più famosi, come Triceratops e Torosaurus, furono suoi contemporanei. Crani di questo animale, lungo circa 2 metri, sono stati rinvenuti in Alberta e Wyoming e rivelano una corta gorgiera ossea posta sulla parte posteriore della testa, molto più ridotta rispetto a Protoceratops. Il peso del leptoceratopo doveva essere compreso tra i 70 e i 200 chilogrammi. Come tutti i ceratopsi, il leptoceratopo era un erbivoro, e con il suo becco simile a quello di un pappagallo si nutriva di felci, cicadacee e conifere. Le angiosperme, infatti, in quel periodo erano ancora limitate a poche aree del pianeta.
Il leptoceratopo è spesso ricostruito come un animale bipede e veloce, date le sue lunghe zampe posteriori, anche se l'analisi funzionale degli arti anteriori indica che, benché non fosse in grado di appoggiarli completamente al suolo, era probabilmente in grado di muoversi sulle quattro zampe.

## Altre specie?
Anche se Leptoceratops gracilis proviene da strati del Maastrichtiano superiore, sono stati trovati "letti d'ossa" costituiti da esemplari giovani riferibili al genere Leptoceratops in strati leggermente più antichi. Questi resti potrebbero rappresentare una nuova specie all'interno del genere, e non appartengono alla forma recentemente scoperta nota come Prenoceratops.